# Manuel Pinto da Costa
Manuel Pinto da Costa (5. kolovoza 1937.), ekonomist i prvi predsjednik Svetog Tome i Principa od 1975. do 1991., te ponovno od 2011. do 2016.
Stvorio je jednostranačku, socijalističku državu. Nakon pada s vlasti, još se dvaput pokušao kandidirati za predsjednika, ali nije uspio, dok je u trećem pokušaju (2011.) pobijedio u drugom krugu, te time ponovno postao predsjednik. U svibnju 1998. izabran je za predsjednika Pokreta za oslobođenje Svetog Tome i Principa.